# Deontologia professional
La deontologia professional és el conjunt de principis i regles ètiques que regulen i guien una activitat professional. Aquestes normes determinen els deures mínimament exigibles als professionals en l'acompliment de la seva activitat. Per aquest motiu, solen sorgir del mateix col·lectiu professional, qui s'encarrega de recollir-los per escrit en els codis deontològics. Avui dia, pràcticament totes les professions han desenvolupat els seus propis codis i, en aquest sentit, es pot parlar d'una deontologia professional periodística, d'una deontologia professional mèdica, d'una deontologia professional dels advocats, etc.
És important no confondre deontologia professional amb ètica professional. S'ha de distingir, que l'ètica professional és la disciplina que estudia els continguts normatius d'un col·lectiu professional, és a dir, el seu objecte d'estudi és la deontologia professional, mentre que, tal com s'apuntava a l'inici de l'article, la deontologia professional és el conjunt de normes vinculants per a un col·lectiu professional.

## Deontologia i ètica professional
Aquests dos termes solen emprar-se com a sinònims, però no ho són. És important destacar les principals diferències entre ells:
Una de les diferències quan parlem d'"ètica" i "deontologia" és que la primera fa referència directe a la consciència personal, mentre que la segona adopta una funció de model d'actuació en l'àrea d'una col·lectivitat. Per això, amb la concreció i disseny de codis deontològics, a més d'autorregular aquesta professió, es convida al seguiment d'un camí molt concret i a la formació ètica dels comunicadors. L'ètica de les professions es mou en el nivell intermedi de les ètiques específiques o "aplicades". El professional es juga en l'exercici de la seva professió no només ser un bon o mal professional sinó també el seu ésser ètic.
Els principis es distingeixen de les normes per ser més genèrics que aquestes. Les normes apliquen els principis a situacions més o menys concretes i solen fer referència a algun tipus de circumstància, encara que sigui en termes genèrics. Però també els principis es fan intel·ligibles quan adquireixen una concreció normativa i fan referència a les situacions en les quals s'invoquen i s'apliquen. Tant les normes com els principis són universals encara que l'àmbit d'aplicació dels principis sigui més ample i general que les normes específiques que cauen sota aquest principi.
Des de la perspectiva de l'ètica professional, el primer criteri per a jutjar les actuacions professionals serà si s'assoleix i com s'assoleix realitzar aquests béns i proporcionar aquests serveis (principi de beneficència). Com tota actuació professional té com destinatari altres persones, tractar a les persones com a tals, respectant la seva dignitat, autonomia i drets seria el segon criteri (principi d'autonomia).

## La deontologia com a ètica professional
Segons José María Barri, professor titular de la Universitat Complutense de Madrid: "En un sentit vulgar es parla de deontologia en referència al bon fer que produeix resultats desitjables, sobretot en l'àmbit de les professions. Un bon professional és algú que, en primer lloc, posseeix una destresa tècnica que li permet, en condicions normals, realitzar la seva tasca amb un acceptable nivell de competència i qualitat. Les regles del bon fer –perfectum officium- acció portada a terme conforme als imperatius de la raó instrumental– constitueixen, sens dubte, deures professionals. I això no és de cap manera aliè a l'ordre general del deure ètic. Encara més: les obligacions ètiques comunes per a qualsevol persona són, a més, obligacions professionals per a molts".
En definitiva, quan ens referim a una professió determinada, podem parlar de l'existència d'una ètica i d'una deontologia determinada. La primera es podria centrar a determinar i perfilar el bé d'una determinada professió (aportació al bé social) i la deontologia, per a la seva banda, se centraria a definir quines són les obligacions concretes de cada activitat.